# 牧田光武
牧田　光武（まきた　みつたけ、1908年 - 没年不詳）は、日本の元スキージャンプ選手。樺太出身。樺太中央倶楽部所属。
1929年と1931年の全日本スキー選手権で優勝。
1932年レークプラシッドオリンピックでは28位だった。